# Ù (латиниця)
Ù, ù — літера розширеного латинського алфавіту, утворена буквою U з додаванням гравісу. Використовується в деяких алфавітах, заснованих на латинській. Є варіацією літери U.

## Вживання
В італійській мові позначає наголошену u (наприклад: più, giù).
У французькій мові використовується лише для розрізнення омофонів ou («або») і où («де»).
У шотландській гельській мові літера Ù позначає довгий U — /uː/, наприклад: sùil (око, надія).
Ù є також однією з літер кашубського алфавіту.
У в'єтнамському письмі та в Піньїні використовується для позначення низхідного тону.

## Кодування
| Графема | HTML     | Юнікод | TeX       |
| ------- | -------- | ------ | --------- |
| Ù       | &Ugrave; | U+00D9 | \\grave U |
| ù       | &ugrave; | U+00F9 | \\grave u |